# متحف لوداية
متحف لوداية هو المتحف الوطني للمجوهرات والتحف الفنية التاريخية للمغرب، إلى جانب تعريفه بالظواهر الثقافية للأعراق والمجتمعات البشرية، تم افتتاح المتحف في عام 1915 خلال فترة الحماية الفرنسية على المغرب في قصبة الوداية العريقة في العاصمة الإدارية الرباط.
يشمل المتحف الرئيسي على 3 قاعات للعرض وبهو؛ كما يضم في جهته الجنوبية مجموعة من القاعات.